# Latxomphou Oday
Latxomphou Rasasombath Oday (ur. 5 października 1987) – laotańska zapaśniczka walcząca w stylu wolnym.
Zajęła jedenaste miejsce na igrzyskach azjatyckich w 2014. Srebrna medalistka igrzysk Azji Południowo-Wschodniej w 2013 i brązowa w 2009 i 2021 roku.